# 愛知ダイハツ
愛知ダイハツ株式会社（あいちダイハツ、Aichi Daihatsu Co., Ltd.）は、愛知県名古屋市中区に本社をおくダイハツ工業のディーラー。

## 沿革
- 1933年（昭和8年）9月 - 名古屋市中区大津町において、三輪トラック・ダイハツ号の愛知県総販売代理店として名古屋ダイハツ（なごやダイハツ）が創業[2]。
- 1951年（昭和26年） - 本社が名古屋市中区大池町3丁目（当時）に移転[2]。以降社屋の移転はない[2]。
- 1993年（平成5年）12月 - ファーレン名古屋中央株式会社が設立される[2]。
- 2016年（平成28年）4月 - ファーレン名古屋中央株式会社が株式会社アイカーズに社名変更[2]。
- 2019年（平成31年）2月 - 名古屋ダイハツ・三河ダイハツ・アイカーズが経営統合[2]。
- 2020年（令和2年）
  - 1月 - 株式会社アイカーズはADWホールディングス株式会社に社名変更[2]。
  - 4月1日 - 名古屋ダイハツと三河ダイハツが合併し、愛知ダイハツが発足[3]。

## 関連人物
- 吉村真晴（プロ卓球選手、所属選手）